# Komiojärvi
Komiojärvi är en sjö i Finland. Den ligger i kommunen Kemijärvi i landskapet Lappland, i den norra delen av landet, 800 km norr om huvudstaden Helsingfors. Komiojärvi ligger 258,2 meter över havet. Den är 9 meter djup. Arean är 99,2 hektar och strandlinjen är 5,31 kilometer lång. Sjön  ingår i Kemi älvs huvudavrinningsområde.   Den sträcker sig 1,3 kilometer i nord-sydlig riktning, och 2,0 kilometer i öst-västlig riktning.